# Fernando Di Giulio

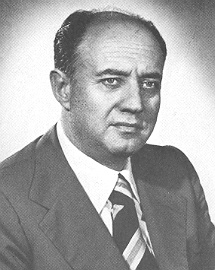
Fernando Di Giulio

Fernando Di Giulio (27 de abril de 1924 - 28 de agosto de 1981) foi um político italiano que actuou como deputado em três legislaturas de 1972 a 1981. Ele também actuou como líder do Partido Comunista Italiano na Câmara dos Deputados (1979–1981).